# Biramus lunatus
Biramus lunatus is een insect uit de familie van de bruine gaasvliegen (Hemerobiidae), die tot de orde netvleugeligen (Neuroptera) behoort. 
Biramus lunatus is voor het eerst wetenschappelijk beschreven door Oswald in 1993.